# 林道 (蘇黎世州)
林道（德語：Lindau）是瑞士联邦苏黎世州普费菲孔区的市镇。该市镇面积为11.96平方千米，海拔高度519米，2018年12月31日人口数为5617。

## 外部連結
- 林道官方网站 （页面存档备份，存于） （德文）